# Hagoromo

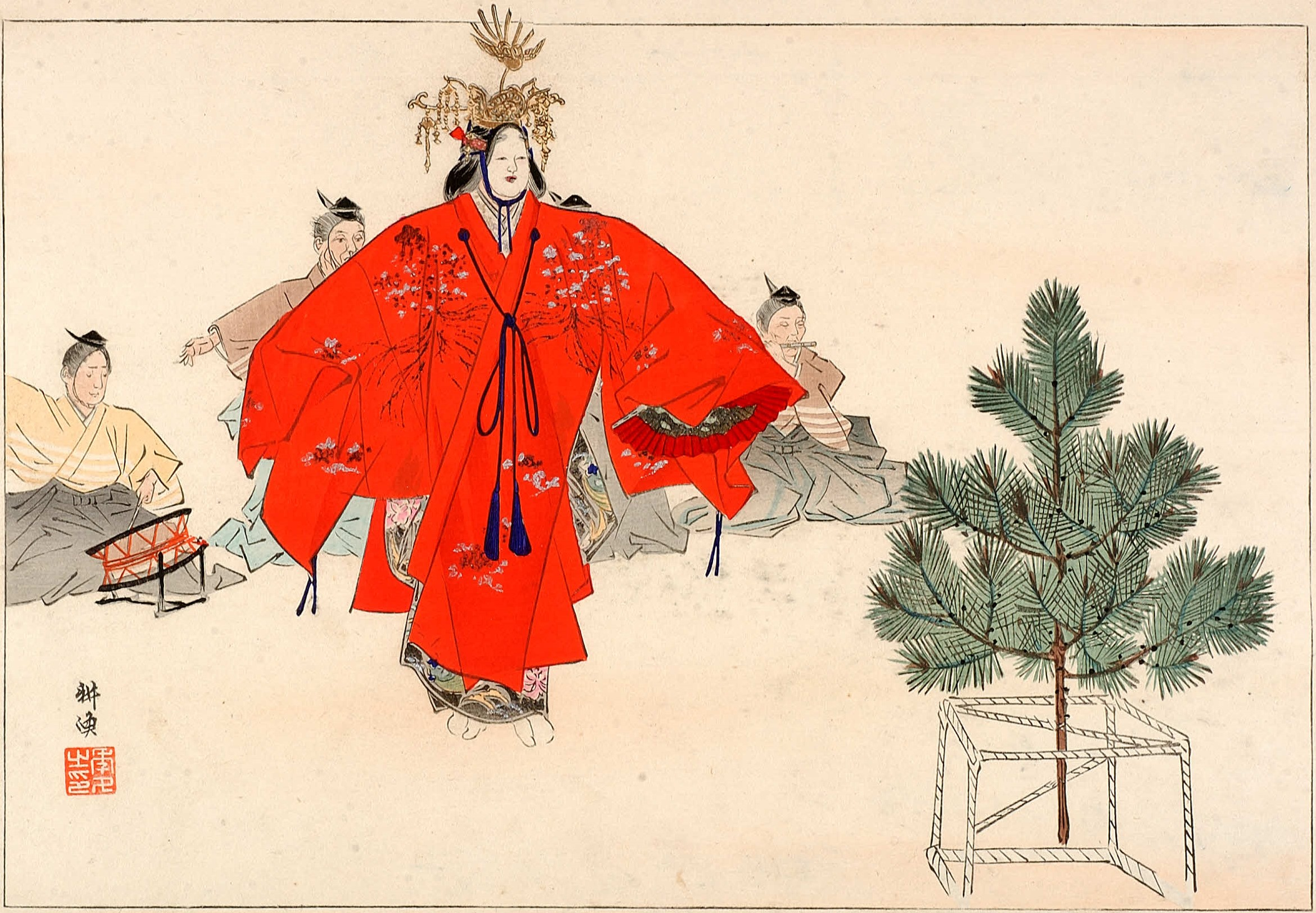
Szene aus Hagoromo

Hagoromo (japanisch 羽衣 ‚Das Federgewand‘), zu Deutsch Federkleid, ist der Titel eines Nō-Dramas von Seami.
Das Werk ist eine Adaption der Legende Hagoromo Densetsu die sich bis in das 8. Jahrhundert zurückverfolgen lässt und Ähnlichkeiten mit der in Europa bekannten Sage der „Schwanenjungfrau“ aufweist.

## Vorbemerkung
Ort der Handlung ist der Kieferwaldstreifen an der Bucht von Mihō (Mihō no matsubara) unterhalb des Fuji zur Zeit des Frühlings. Es treten auf: ein (weiblicher) Engel als Hauptfigur (Shite), der Fischer Hakuryū als Handlungs-Anstoßender (Waki) und zwei Fischer als Begleiter (Waki-zure).

## Handlung
1. Erster Akt: Der Fischer tritt mit zwei Begleitern auf. Sie besteigen ein Boot, um über die stürmische See zur Halbinsel Mihō zu gelangen.
2. Zweiter Akt:
  1. Der Fischer rezitiert. „Zum Föhrenwald-Strand von Mihō steige ich empor und schaue. Siehe da, Blumen fallen vom Himmel herab und himmlische Musik ertönt.“ Der Fischer erblickt an einer der Kiefern das himmlische Gewand. Er möchte es als Schatz des Hauses bergen. Der Engel erscheint, es ist ihr Gewand, das sie nicht entbehren kann.
  2. Der Fischer, ergriffen von ihrem Schmerz, entschließt sich, ihr das Gewand zurückzugeben. Er bittet dafür um einen Tanz. Sie dankt, da sie nun zum Himmel zurückkehren kann.
  3. Tanz des Engels zum Chor. „Warum nennen wir den Himmel Hisakata?[A 2] Zur Zeit, als die beiden Urgötter die Welt schufen, war unbegrenzt weit der Himmel.“
  4. Ein Chor beschließt das Stück.